# World of Warcraft Classic
World of Warcraft Classic (WoW Classic) — є серверною опцією всесвітньо відомої MMORPG-гри World of Warcraft. Працюючи незалежно від основної версії, «Classic» відтворює гру World of Warcraft у стані, в якому вона була до виходу першого доповнення, The Burning Crusade. World of Warcraft Classic було анонсовано на BlizzCon 2017, а реліз відбувся 26 серпня 2019 року.

## Ігровий процес
WoW Classic пропонує гравцям побачити світ World of Warcraft в тому вигляді, в якому він був на момент контентного оновлення 1.12.1, виданим у вересні 2006 року перед виходом першого доповнення — The Burning Crusade. Максимальний рівень персонажа — 60, а в грі відсутні будь-які контентні доповнення, у порівнянні з оригіналом. У грі повністю відтворений той самий ігровий процес та механіки, які були на момент виходу оригінального World of Warcraft.
Гравцям для створення персонажа доступні 8 рас, які були представлені в оригінальній грі: люди, дворфи, нічні ельфи й гноми для Альянсу; орки, відречені, таурени й тролі для Орди; а також 9 ігрових класів: воїн, паладин, мисливець, шаман, друїд, розбійник, жрець, маг, чаклун. Як і в оригінальній версії гри, клас паладинів доступний тільки персонажам Альянсу, а клас шаманів — персонажам Орди. Світ Варкрафту має лише 2 доступні для відвідання континенти: Калімдор і Східні королівства.
Як і в будь-якому іншому додатку, контент у WoW Classic буде додаватися протягом шести оновлень, аби гравці могли поступово розвивати своїх героїв. Ігровий контент, спочатку випущений в таких оновленнях, як «Лігво Крила Тьми», «Ан'Кіраж» і «Наксрамас», поля битви, такі як «Ущелина Пісні Війни» і «Альтеракська долина», а також деякі предмети і завдання, стануть доступні після відповідного оновлення. На відміну від оновлень для оригінальної гри, ці оновлення не будуть змінювати механіку основної гри, наприклад, здатності персонажів; баланс гри зберігатиметься на тому рівні, на якому він був в оновленні 1.12.1.